# Green Italia
Green Italia är ett grönt politiskt parti i Italien. Partiet grundades 2013 av en grupp gröna politiker, däribland Monica Frassoni från Europeiska gröna partiet.

## Valresultat

### EU-val
I Europaparlamentsvalet 2014 ställde partiet upp tillsammans med Gröna förbundet under namnet Verdi Europei - Green Italia. Koalitionen skrapade ihop 0,9 procent totalt, men däremot 6 procent bland italienare bosatta utomlands. 
I Europaparlamentsvalet 2019 ställde partiet upp ihop med Gröna förbundet och några andra gröna småpartier under namnet Europa Verde. Samarbetet gav koalitionen 2,3 procent.